# Championnats d'Europe de cyclo-cross 2009
Navigation
Édition précédente Édition suivante
Les Championnats d'Europe de cyclo-cross 2009 se sont déroulés le 1er novembre 2009, à Hoogstraten en Belgique.

## Résultats

### Hommes
| Épreuves        | Or              | Argent            | Bronze                  |
| --------------- | --------------- | ----------------- | ----------------------- |
| Moins de 23 ans | Róbert Gavenda  | Pawel Szczepaniak | Tom Meeusen             |
| Juniors         | Émilien Viennet | Laurens Sweeck    | Michiel van der Heijden |

### Femmes
| Épreuves | Or           | Argent               | Bronze      |
| -------- | ------------ | -------------------- | ----------- |
| Élites   | Marianne Vos | Daphny van den Brand | Helen Wyman |

## Tableau des médailles
| Rang  | Nation          | Or | Argent | Bronze | Total |
| ----- | --------------- | -- | ------ | ------ | ----- |
| 1     | Pays-Bas        | 1  | 1      | 1      | 3     |
| 2     | France          | 1  | 0      | 0      | 1     |
| 2     | Slovaquie       | 1  | 0      | 0      | 1     |
| 4     | Belgique        | 0  | 1      | 1      | 2     |
| 5     | Pologne         | 0  | 1      | 0      | 1     |
| 6     | Grande-Bretagne | 0  | 0      | 1      | 1     |
| Total | Total           | 3  | 3      | 3      | 9     |